# Сен-Фаль
Сен-Фаль (фр. Saint-Phal) — коммуна во Франции, находится в регионе Шампань — Арденны. Департамент — Об. Входит в состав кантона Эрви-ле-Шатель. Округ коммуны — Труа.
Код INSEE коммуны — 10359.
Коммуна расположена приблизительно в 150 км к юго-востоку от Парижа, в 100 км южнее Шалон-ан-Шампани, в 21 км к югу от Труа.

## Население
Население коммуны на 2008 год составляло 533 человека.
| 1962 | 1968 | 1975 | 1982 | 1990 | 1999 | 2008 |
| ---- | ---- | ---- | ---- | ---- | ---- | ---- |
| 463  | 380  | 383  | 410  | 467  | 490  | 533  |

## Администрация
| Период | Период | Фамилия      | Партия | Примечания |
| ------ | ------ | ------------ | ------ | ---------- |
| 1989   | 2001   | Мишель Пикар |        |            |
| 2001   | 2001   | Клод Нёман   |        |            |
| 2001   | 2008   | Даниель Уар  |        |            |
| 2008   |        | Мишель Базен |        |            |

## Экономика
В 2007 году среди 340 человек в трудоспособном возрасте (15—64 лет) 259 были экономически активными, 81 — неактивными (показатель активности — 76,2 %, в 1999 году было 73,6 %). Из 259 активных работали 232 человека (130 мужчин и 102 женщины), безработных было 27 (13 мужчин и 14 женщин). Среди 81 неактивных 20 человек были учениками или студентами, 30 — пенсионерами, 31 были неактивными по другим причинам.

## Достопримечательности
- Церковь Сен-Фаль (XV—XVI века). Памятник истории с 1985 года[3]
- Руины комтурства Першуа
- Пьета (XVI век). Высота скульптурной группы — 100 см. Расположена в приходской церкви. Памятник истории с 1908 года[4]

## Фотогалерея
- Пьета
- Карта коммуны